# Station Sandy
Sandy is een spoorwegstation van National Rail in Sandy, Central Bedfordshire in Engeland. Het station is eigendom van Network Rail en wordt beheerd door Govia Thameslink Railway. Het station is geopend in 1850.

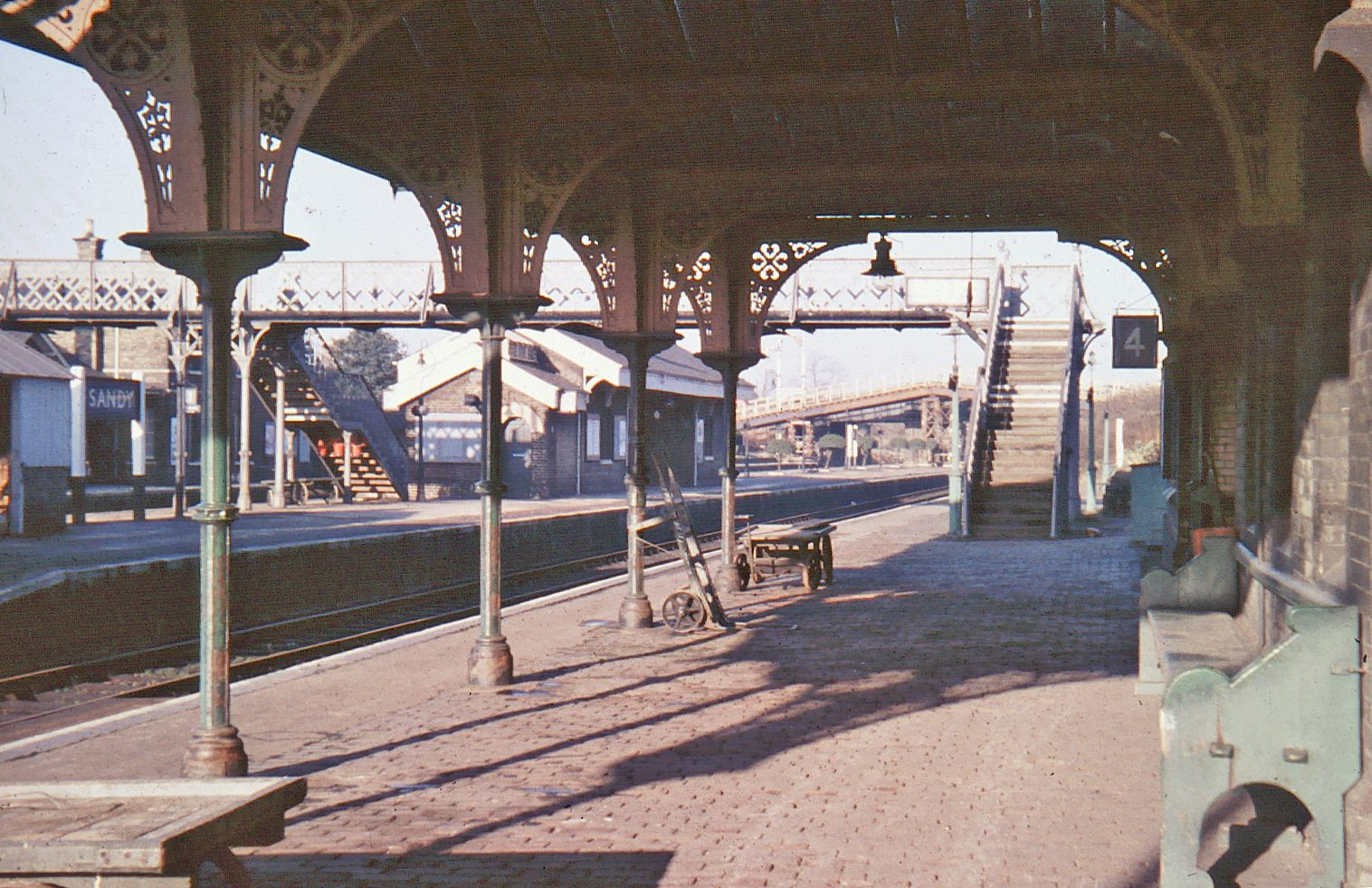
Station Sandy in 1966